# Augusto Ximeno de Villeroy

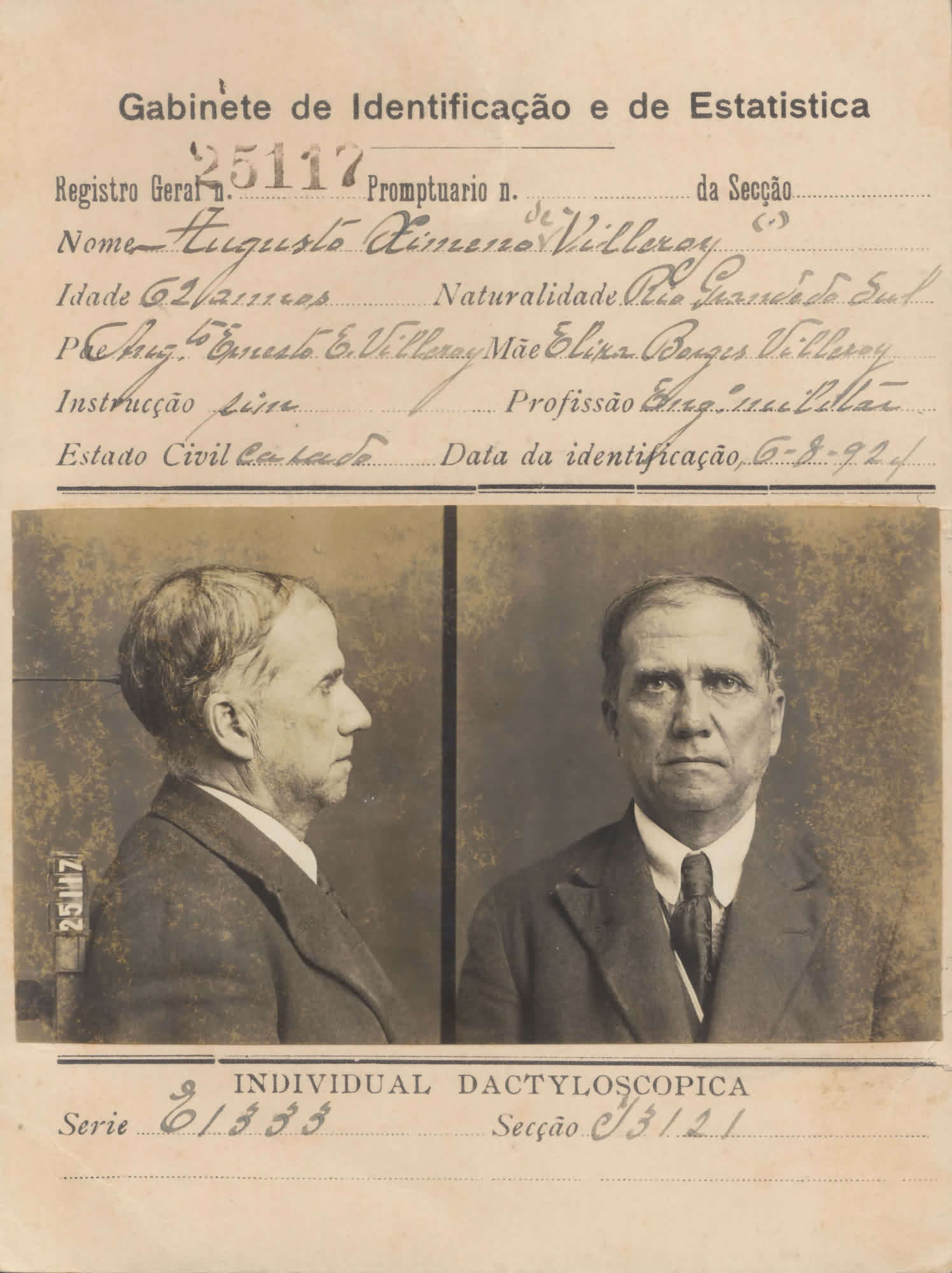
Augusto Ximeno de VILLE ROY em 1924

Augusto Ximeno de Villeroy (Rio Grande do Sul, 22 de março de 1862 — Rio de Janeiro, 22 de janeiro de 1942) foi um militar e político brasileiro.
Quando ainda era primeiro tenente, Villeroy participou das articulações que resultaram no golpe militar de 15 de novembro de 1889 (proclamação da República). Isso refletia uma história pessoal intimamente vinculada à oficialidade militar positivista.
Já como capitão, Ximeno de Villeroy foi designado pelo governo provisório da República como o primeiro governador republicano do Amazonas, de 4 de janeiro a 2 de novembro de 1890.
Reorganizou instituições educacionais e emitiu decretos criando os municípios de Humaitá, Antimari e Boa Vista do Rio Branco (em 9 de julho de 1890, pelo Decreto estadual de Nº 49), atual Boa Vista, capital de Roraima, Brasil.
Em 1921, já general, envolveu-se no episódio das Cartas Falsas contra Artur Bernardes. Em 1922 e 1924, participou ativamente das conspirações tenentistas, chegando a ser preso por essa razão. Desiludiu-se com os resultados do golpe denominado Revolução de 1930.